# Leo Killy
Leo Killy (* 8. Januar 1885 in Bonn; † 7. September 1954 in Bad Godesberg) war ein deutscher Jurist und Ministerialbeamter.

## Leben und Karriere
Killy besuchte die Vorschule und das städtische humanistische Gymnasium in seiner Heimatstadt Bonn. Hier legte er 1904 die Reifeprüfung ab. Von 1904 bis zum Herbst 1906 fuhr er auf Schulschiffen des Norddeutschen Lloyd zur See. Im Wintersemester 1906/07 studierte er an der Universität München, vom Sommersemester 1907 bis Wintersemester 1909/10 an der Universität Bonn Rechts- und Staatswissenschaften. Nach Ablegung des Referendarsexamens nahm er im Juni 1910 beim Amtsgericht Adenau in der Eifel den juristischen Vorbereitungsdienst auf, der im Herbst des genannten Jahres von einem Militärdienstjahr bei der Marine unterbrochen und danach beim Amtsgericht in Königswinter fortgeführt wurde. Weiterhin war er beim Landgericht, Amtsgericht Bonn, Amtsgericht Kiel und Oberlandesgericht Kiel tätig. Im Mai 1914 promovierte Killy zum Dr. jur. Zu Beginn seines Studiums in Bonn (1907) war er Mitglied der Bonner Burschenschaft Frankonia geworden. Von 1914 bis 1916 nahm er als Marineoffizier der Kaiserlichen Marine am Ersten Weltkrieg teil und wurde 1916 zum Oberleutnant zur See befördert. Die Ernennung Killys zum Gerichtsassessor erfolgte Ende 1919. Er wurde Rechtsanwalt am Oberlandesgericht Köln und zugleich stellvertretender Leiter des Reichsausgleichsamtes der Außenstelle Köln (1920–1923). Nach seiner Ernennung zum Regierungsrat (1923) arbeitete er in der Zollverwaltung (ab 1925). 1926 bis 1929 arbeitete er fürs Landesfinanzamt Berlin, 1929 wechselte er ins Reichsfinanzministerium, wo er zum Oberregierungsrat befördert wurde.
Killy trat zum 1. Oktober 1932 der NSDAP bei (Mitgliedsnummer 1.340.326). 1933 wurde er auf Empfehlung des neuen Staatssekretärs Hans Heinrich Lammers in die Reichskanzlei berufen, wo er einen während der „Machtergreifung“ in den vorläufigen Ruhestand versetzten Beamten ersetzen sollte. Dort blieb er bis 1944 und wurde in diesem Zeitraum zum Ministerialrat und 1937 zum Reichskabinettsrat befördert. Killy war in der Reichskanzlei zuständig für die zentralen Referate ‚Reichsfinanzministerium‘, ‚Reichsarbeitsministerium‘, ‚Rechnungshof‘, ‚Haushaltsrecht‘ und ‚Beamtenrecht‘. Darüber hinaus hatte er als Leiter des Bereichs „Arbeitseinsatz“ in der Abteilung B zentral mit der NS-Zwangsarbeit zu tun; als Stellvertreter von Staatssekretär Friedrich Wilhelm Kritzinger bearbeitete er auch „Juden und Mischlingssachen“. Nach den Forschungen von Hans Mommsen trat Killy trotz seiner frühen Parteimitgliedschaft in der Reichskanzlei als der energischste Verteidiger der traditionellen Beamtenrechte gegenüber den Parteiinteressen auf.
Im November 1944 musste er selbst als „jüdisch versippt“ bzw. „jüdischer Mischling“ aus dem Staatsdienst ausscheiden. Killy selbst war nach den Nürnberger Gesetzen „Mischling II. Grades“, seine Frau „Mischling I. Grades“. Dennoch hatte Adolf Hitler 1936 – in Anbetracht von Killys Verdiensten – einer Fortführung seines Beamtenverhältnisses und einer Befreiung der gesamten Familie von den judenfeindlichen Bestimmungen zugestimmt. Als die obersten Reichsbehörden im November 1944 dem mittlerweile von Heinrich Himmler geführten Innenministerium die Zahl der „Mischlinge“ innerhalb der Beamtenschaft erneut melden mussten, wurde Killy entlassen.
Er war seit 1933 Mitglied im Bibelkreis von Martin Niemöller in Berlin-Dahlem. Im Dezember 1936 wurde er „nach Rückgängigmachung der Austrittserklärung“ wieder in die Evangelische Kirche aufgenommen. Im März 1945 wurde er Mitglied der römisch-katholischen Kirche.
Nach 1945 war er Mitbegründer und Bundesvorsitzender des Allgemeinen Beamtenschutzbundes e. V. Dieser hat sich 1950 massiv für die Wiedereinstellung derjenigen Beamten ausgesprochen, die nach 1945 wegen ihrer Rolle während der Zeit des Nationalsozialismus entlassen wurden.
Killy starb 1954 im Alter von 69 Jahren in Bonn-Bad Godesberg. Sein Nachlass befindet sich im Bundesarchiv. Er enthält Ausarbeitungen, Denkschriften und Briefe, die Einblick in die Arbeit der Reichskanzlei gewähren. Zu den Aufzeichnungen gehören auch Vernehmungen im Nürnberger Wilhelmstraßen-Prozess. Hinzu kommen Unterlagen zur Entnazifizierung Killys und zu seiner Pensionsfestsetzung, deretwegen er einen Prozess mit dem Land Nordrhein-Westfalen führte.
Leo Killy war der Vater des Germanisten Walther Killy.

## Werke
- Substitution beim Auftrag nebst einem Anhang, enthaltend die Substitution bei anderen auftragsähnlichen Verpflichtungsverhältnissen des BGB. Bonn 1914
- Die besonderen sachlichen und rechtlichen Verhältnisse der vom Zentralschutzverband der Beamten vertretenen Personen. Bonn 1950